# Captura la bandera (videojuego)
Captura la Bandera (en inglés Flag Capture) es un videojuego programado por Jim Huether y publicado en 1978 por Atari para la consola Atari 2600.
El objetivo es recorrer un laberinto formado por cuadros y encontrar la bandera que está oculta en uno de ellos antes de que el contrincante lo haga.